# 森井忠良
森井 忠良（もりい ちゅうりょう、1929年7月25日 - 2011年4月23日）は、日本の政治家。衆議院議員、厚生大臣（第78代）を務めた。勲二等旭日重光章。

## 略歴
広島県呉市生まれ。1953年早稲田大学法学部を卒業、日本電信電話公社入社。
全電通呉分会委員長、呉市議、広島県議を経て、1972年12月衆議院議員総選挙広島県第2区に日本社会党から出馬し初当選。旧広島2区は谷川和穂、池田行彦、中川秀直ら、有力政治家がひしめく全国有数の激戦区だったが以後当選7回。
1986年7月衆参同日選で落選。1990年2月衆院選に返り咲き当選を果たし社会党も善戦した。
1993年念願の政権交代が実現。
1994年4月、細川内閣が退陣し羽田内閣が成立するも、村山富市委員長たち社会党執行部による連立与党から離脱表明に反発。同年6月、社会党は、自民党、新党さきがけとの政権協議で村山首班などで合意し、自社さ政権の村山富市内閣が発足。社会党が自民党と連立政権を組んだことが長年対立してきた自民党の政権復帰を手助けした事になると後悔した社会党議員たちの中に森井がいた。一方、党役員人事で建設大臣になった野坂浩賢前国対委員長の後任として党国会対策委員長に就任。
1995年4月の地方選、7月の参院選に社会党が立て続けに惨敗し、村山首相の進退問題に発展するも、結局、政権維持を確認し、村山改造内閣において厚生大臣に就任。在任中、脳死及び臓器移植法案に反対に立場を表明していた。森井の次の厚生大臣が菅直人で、菅はこの厚生大臣時代に薬害エイズ事件の対応で大きく名前を売った。ただし飯島勲は、どこかへ消えてしまった薬害エイズに関する資料、いわゆる「郡司ファイル」の捜索は森井が始めたもので、毎日少しでも時間があると省内を歩いて回る森井の真摯な姿勢に打たれ、ヘタをすれば自分たちを不利な立場に追い込みかねないと考えた官僚たちも次第に協力するようになり、森井が厚相を辞任して菅が厚相に就任した後、たまたまそれが見つかったもので、森井と荒賀泰太薬務局長らの執念が結実したものであると指摘している。
1996年1月、村山首相の退陣に伴い厚相を退任。また社会党から党名変更した社会民主党に参加。
1996年8月、新党さきがけの鳩山由紀夫代表幹事と菅直人厚相の鳩菅新党構想がささやかれ、社民党内でも田邊誠元委員長や横路孝弘前北海道知事たちが中心となって新党構想に動き始めた。
1996年9月、森井は社民党を離党し民主党結成に参加。10月衆院選に広島県第5区に民主党で出馬するも自民党池田行彦外相に完敗し政界引退を余儀なくされた。
1999年、勲二等旭日重光章受章。
2011年4月23日、肺炎のため呉市内の国立病院機構呉医療センターで死去。81歳没。